# Липський провулок
Ли́пський прову́лок — провулок у Печерському районі міста Києва, місцевість Липки. Пролягає від Шовковичної до Липської вулиці.

## Історія
Липський провулок виник у 30-ті — 40-ві роки XIX століття під паралельними назвами: сучасною (від місцевості Липки) і Виноградний провулок. У березні 1919 року отримав назву вулиця Бориса Донського, на честь лівого есера, терориста Бориса Донського. Під час німецької окупації міста в 1942–1943 роках — Панковервеґ (нім. Pankowerweg) та Поліцайвеґ (нім. Polizeiweg, укр. Поліційна). Сучасну назву відновлено 1944 року.

## Забудова
До провулку приписаний лише один будинок (№ 3), зведений у 1910-х роках у неоготичному стилі. Протилежний бік вулиці займає «сталінський» будинок по вулиці Шовковичній/Липській, 13/14.